# Ronnie Milsap
Ronnie Milsap (Robbinsville, 16 de janeiro de 1943) é um cantor estadunidense de música country. Nasceu quase cego, foi abandonado pela mãe por esta acreditar que isto era uma punição de Deus e acabou sendo criado pelos avós.
Quando completou seis anos de idade foi para uma escola especial para deficientes visuais onde aprendeu e desenvolveu qualidades específicas que o ajudariam em sua vida.

## Evolução
Com apenas sete anos, seus professores começaram a perceber o seu talento musical; em pouco tempo ele começou a estudar música clássica. Nos anos que se seguiram, ele começou a se interessar pelo estilo rock and roll e criou sua própria banda, chamada The Apparitions. No começo dos anos 60 obteve seu primeiro emprego como músico profissional, como um membro da banda J. J. Cale’s.

## Discografia

### Álbuns de estúdio
- 1971 - Ronnie Milsap
- 1973 - Where My Heart Is
- 1974 - Pure Love
- 1975 - Legend in My Time
- 1975 - A Rose By Any Other Name
- 1975 - Night Things
- 1975 - 20/20 Vision
- 1977 - It Was Almost Like a Song
- 1978 - Only One Love in My Life
- 1979 - Images
- 1980 - Milsap Magic
- 1981 - Out Where the Bright Lights Are Glowing
- 1981 - There's No Gettin' Over Me
- 1982 - Inside
- 1983 - Keyed Up
- 1984 - One More Try for Love
- 1985 - Lost in the Fifties Tonight
- 1986 - Christmas with Ronnie Milsap
- 1987 - Heart & Soul
- 1989 - Stranger Things Have Happened
- 1991 - Back to the Grindstone
- 1993 - True Believer
- 1996 - Sings His Best for Capitol Records
- 2004 - Just for a Thrill
- 2006 - My Life
- 2009 - Then Sings My Soul
- 2011 - Country Again
- 2014 - Summer Number Seventeen
- 2016 - Gospel Greats
- 2019 - The Duets
- 2021 - A Better Word for Love